# Lago Domjüch
El lago Domjüch (en alemán: Domjüchsee) es un lago situado en el distrito de Llanura Lacustre Mecklemburguesa, en el estado de Mecklemburgo-Pomerania Occidental (Alemania), a una altitud de 64 metros; tiene un área de 24.7 hectáreas.